# Familienrecht (Vereinigte Staaten)
Als Familienrecht (engl. family law) bezeichnet man im Recht der Vereinigten Staaten ein Rechtsgebiet, das die Rechtsverhältnisse der durch Ehe, Lebenspartnerschaft, Familie und Verwandtschaft miteinander verbundenen Personen regelt. Das US-Familienrecht ist wie das gesamte Zivilrecht nicht auf Bundesebene, sondern auf Staatsebene geregelt. Eine Kodifikation des Familienrechts besteht in fast keinem Staat, jedoch bestehen zahlreiche Modellgesetze; daneben ist es in erheblichen Teilen common law.

## Ehe
Vor Begründung der Ehe bestehen unter den Verlobten nur geringe Rechte und Pflichten. Bei Bruch des Versprechens, eine Ehe einzugehen, kann nach tort law auf damages (~ Schadensersatz in Geld) geklagt werden. Punitive damages sind möglich. Ferner können vor der Hochzeit Geschenke, die unter der Bedingung der Eheschließung gemacht wurden (Bsp.: Verlobungsring), zurückgefordert werden. Die Parteien können vor der Ehe antenuptial oder premarital agreements (~ voreheliche Verträge) eingehen. Zahlreiche Staaten haben das Uniform Premarital Agreements Act (UPAA), ein Modellgesetz, übernommen.
Im Bereich der Ehe unterscheiden immer noch einige Staaten zwischen der ceremonial marriage und der common law marriage. Dies kann auch ohne eine formelle Hochzeitszeremonie schlicht dadurch geschlossen werden, dass die Parteien sich einig sind zu heiraten, gemeinsam leben und sich in der Öffentlichkeit als Mann und Frau darstellen. Andere Bundesstaaten erkennen eine geschlossene common law marriage an, auch dann wenn sie selbst diese nicht in ihrem Rechtssystem kennen.
Nach Eingehen der Ehe bleiben die Ehepartner grundsätzlich Inhaber des title (~ formale Stellung vergleichbar dem Eigentum) an allen Gegenständen ihres Vermögens. Erst im Falle der Scheidung können andere interests des Ehepartners die Ausübung des title an den Gegenständen verhindern. Stört eine dritte Person die Ehe, kann der jeweils andere Ehepartner als tort zwei Klagen erheben: alienation of affection und criminal conversion.

## Scheidung

### Scheidungsgründe
Die meisten Staaten lassen mittlerweile die Scheidung auch ohne Verschulden (no fault divorce) zu. Die Scheidung kann allein aufgrund irreconcilable differences oder incompatibility nach Ablauf einer Trennungszeit beantragt werden. Bei der fault divorce bestehen in den meisten Staaten folgende Scheidungsgründe: Ehebruch (adultery), vorsätzliches Verlassen (wilfull desertion), extreme physische oder psychische Gewalt, freiwillige Drogenabhängigkeit oder Trunksucht sowie geistige Krankheit.
Gegen eine no fault-Scheidung bestehen keine Verteidigungsmöglichkeiten (defenses). Lediglich die Berechnung der Trennungszeit beginnt erneut zu laufen, wenn sich die Ehepartner zwischenzeitlich wieder versöhnt haben (reconciliation). Gegen eine fault-Scheidung bestehen folgende defenses:
1. collusion: Die Ehepartner täuschen den Scheidungsgrund nur vor;
2. connivance: Der andere Ehepartner hat dem zum Scheidungsgrund führenden Verhalten zugestimmt;
3. condemnation: Der andere Ehepartner hat in voller Kenntnis des Scheidungsgrundes verziehen und die Ehepartner hatten hiernach ehelichen Verkehr;
4. recrimination: Der andere Ehepartner ist selbst eines ehelichen Vergehens schuldig.

### Unterhalt
Die Unterhaltszahlungen nach Scheidung können in vier Kategorien eingeteilt werden: permanent (auf Lebenszeit), rehabilitative (auf Zeit), lump sum (Einmalzahlung) und reimbursement (einmalige Ausgleichszahlung für Beteiligung an Kosten, nicht Wert, der Berufsausbildung des anderen Ehepartners).

### Vermögensausgleich bei Scheidung
In den verschiedenen Bundesstaaten existieren drei grundsätzlich verschiedene Ansätze zum Vermögensausgleich bei der Scheidung:
1. community property (z. B. in Louisiana): Jeder während der Ehe erworbene Vermögensgegenstand gehört den beiden Ehepartnern zu gleichen Teilen.
2. equitable division of all property: Das gesamte Vermögen jedes der beiden Ehepartner wird equitable (gerecht, nicht: equal, d. h. zu gleichen Teilen) verteilt.
3. equitable division of marital property: Jeder der beiden Ehepartner behält sein separate property, das marital property hingegen wird gerecht (equal) zwischen den Ehepartnern verteilt.

Entscheidend für die Aufteilung in den meisten Bundesstaaten ist somit die Unterscheidung zwischen marital und separate property. Grundsätzlich gilt als separate property, was die Ehepartner vor Eheschließung erworben haben; als marital property, was während der Ehe erworben wurde mit Ausnahme von Schenkungen (gift), Vermächtnissen (bequest), Schenkung von Todes wegen (devise) oder Erbfolge (descent). Hat das Gericht festgestellt, welche Vermögensgegenstände separate oder marital property sind, führt es die equitable division (~ gerechte Verteilung) anhand von Kriterien wie Alter, Erziehung und Lebensstandard der Ehepartner, Dauer der Ehe, Gesundheitszustand der Ehepartner oder auch des Sorgerechts für minderjährige Kinder durch.

## Sorgerecht
In Sorgerechtsstreitigkeiten ist die jurisdiction der Gerichte eines Bundesstaates oft eine der wichtigsten Weichenstellungen zu Beginn. Nach dem Uniform Custody Jurisdiction and Enforcement Act (UCCJEA) ist der home state des Kindes der vorrangige Anknüpfungspunkt. Dieser befindet sich dort, wo das mit einem Elternteil für mindestens 6 aufeinanderfolgende Monate gelebt hat oder der Staat, der der home state des Kindes innerhalb der letzten sechs Monate war, wenn das Kind selbst zwar nicht mehr dort lebt, aber ein Elternteil weiterhin in diesem Bundesstaat lebt.
Hat ein Bundesstaat einmal die jurisdiction über einen Sorgerechtsfall erlangt, behält es diese. Die jurisdiction endet erst, wenn weder das Kind noch ein Elternteil nicht mehr in dem jeweiligen Bundesstaat leben oder das Kind keine wesentliche Verbindung (significant connection) mehr zu dem Staat hat und sich dort auch keine Beweismittel (evidence) mehr befindet.

## Elterliche Sorge und Adoption
Die elterliche Sorge umfasst zum einen die rechtliche Sorge (legal custody) und zum anderen die physische Sorge (physical custody). Erstere meint den Einfluss auf die bestimmenden Lebensentscheidungen des Kindes, letztere die Bestimmung über den körperlichen Aufenthalt des Kindes. Das gemeinsame Sorgerecht (joint custody) kann sich auf jeden der beiden Aspekte beziehen. Für die elterliche Sorge besteht ein von vielen Staaten übernommenes Modellgesetz, das Uniform Child Custody Jurisdiction and Enforcement Act (UCCJEA).
Durch Adoption kann ein Kind die rechtliche Bindung zu seinen biologischen Eltern verlieren. Die rechtliche Bindung an die Adoptiveltern ersetzt dann die rechtliche Bindung mit den biologischen Eltern. Obwohl für die Adoption ein Modellgesetz, der Uniform Adoption Act besteht, haben die meisten Bundesstaaten dieses nicht übernommen. Vielmehr haben sie die Adoption dem UCCJEA unterstellt. Um neu entstandene Probleme der Elternschaft Dritter insbesondere bei künstlichen Befruchtungstechniken Herr zu werden, entstand wiederum ein Modellgesetz, der Uniform Parentage Act.